# Welcome to the Machine
Welcome to the Machine är en sång från 1975 skriven av Roger Waters och framförd av Pink Floyd på albumet Wish You Were Here.
Låten är en reaktion på Waters och bandets upplevelse av framgångarna med det tidigare albumet The Dark Side of the Moon. Texten handlar om hur musikbranschen välkomnar en ung musiker in i "maskineriet" och krossar hans drömmar och identitet i en värld där pengar går före det konstnärliga uttrycket.
Musikaliskt kännetecknas Welcome to the Machine av att ha en mörk stämning med ett mycket hårt processad ljud, mycket effekter och utpräglade synthljud.